# Брокен-Арроу
Бро́кен-А́рроу (англ. Broken Arrow) — город, расположенный в северо-восточной части штата Оклахома, на границе двух округов — Талса и Уагонер, США. Является крупнейшим пригородом Талсы.

## История
Название города происходит от старого поселения индейцев Криков в штате Алабама. При вынужденном переселении на Индейскую территорию в 1830-х годах они основали новое поселение, но сохранили старое название первоначального. На языке Криков оно звучало как «Рекавтчкух», что означает «сломанная стрела». Это новое поселение было расположено в нескольких километрах к югу от современного города Брокен-Арроу.
Два десятилетия спустя железнодорожная компания МКТ построила железную дорогу, соединявшую штаты Миссури, Канзас и Техас. МКТ были предоставлены привилегии на основание городов вдоль дороги. В 1902 году МКТ продаёт три пустых участка Арканзасской Городской компании, секретарю компании Уильяму Ферсу разрешили выбрать и назвать один из участков. Он выбрал участок приблизительно в 18 милях к юго-востоку от Талсы и в пяти милях к северу от Рекавтчкух и назвал новый город Брокен-Арроу, в честь индейского поселения. Железная дорога, проходящая по центру города, существует по сей день, и принадлежит компании Union Pacific Railroad.
За первые десятилетия своего существования в городе было развито в основном сельское хозяйство, также вблизи города существовало несколько угольных шахт. Городская газета «Broken Arrow Ledger» стала выходить уже через несколько лет после основания города, первая школа была построена в 1904 году. В первой половине XX века город развивался очень медленно, все основные административные и коммерческие здания, а также церкви, были сконцентрированы вдоль центральной улицы города.
В 1960-х годах через город строится шоссе 51, соединившее Брокен-Арроу с городом Талса. После чего начинается бурный рост населения: с 11 000 в 1970 году до более чем 50 000 в 1990 году, и до практически 75 000 в 2000 году. За это время в городе значительно увеличилось количество спальных районов.

## Климат
| Показатель                    | Янв. | Фев. | Март | Апр. | Май | Июнь | Июль | Авг. | Сен. | Окт. | Нояб. | Дек. | Год |
| ----------------------------- | ---- | ---- | ---- | ---- | --- | ---- | ---- | ---- | ---- | ---- | ----- | ---- | --- |
| Средний суточный максимум, °C | 8    | 12   | 17   | 22   | 26  | 31   | 34   | 33   | 29   | 23   | 16    | 10   | 22  |
| Средняя температура, °C       | 1    | 3    | 9    | 15   | 19  | 24   | 27   | 26   | 21   | 15   | 9     | 3    | 14  |
| Средний суточный минимум, °C  | −5   | −2   | 3    | 8    | 13  | 18   | 21   | 20   | 16   | 8    | 2     | −2   | 8   |
| Норма осадков, мм             | 41   | 46   | 81   | 89   | 127 | 117  | 74   | 71   | 119  | 94   | 79    | 51   | 986 |
| Источник: Weatherbase.com     |      |      |      |      |     |      |      |      |      |      |       |      |     |

## Демография
По данным переписи в 2000 году насчитывалось 74 859 человек, 26 159 домохозяйств и 21 162 семей, проживающих в городе. Плотность населения составляла 642,4 человек на квадратный километр. Расовый состав: 85,34 % белое население, 3,73 % афроамериканцы, 4,02 % коренные американцы, 1,90 % азиаты, 0,05 % гавайцы, 1,22 % прочие расы и 3,74 % смешанные расы.
Распределение населения по возрасту: 30,8 % составляют люди до 18 лет, 7,7 % от 18 до 24 лет, 32,3 % от 25 до 44 лет, 21,6 % от 45 до 64 лет и 7,5 %, в возрасте 65 лет и старше. Средний возраст составляет 33 года. На каждые 100 женщин приходится 95,1 мужчин. На каждые 100 женщин в возрасте 18 лет и старше насчитывалось 91,2 мужчин.
Среднегодовой доход на домашнее хозяйство в городе составляет $ 65 118, а средний доход на семью составляет $ 61 570. Мужчины имеют средний доход $ 42 398, тогда как женщины $ 27 559. Доход на душу населения по городу составляет $ 23 238. Около 3,4 % семей и 4,5 % населения находятся ниже черты бедности, в том числе 5,2 % из них моложе 18 лет и 6,9 % в возрасте 65 лет и старше.